# ISO 3166-2:SH
ISO 3166-2:SH è uno standard ISO che definisce i codici geografici di Sant'Elena, Ascensione e Tristan da Cunha, uno dei territori d'oltremare britannici, ed è un sottogruppo del codice ISO 3166-2.
Tali codici sono stati assegnati a ciascuna delle tre isole e sono formati dalla sigla SH-, seguita da due lettere.

## Codici attuali
I nomi delle suddivisioni sono elencati come nello standard ISO 3166-2 pubblicato dalla ISO 3166 Maintenance Agency (ISO 3166/MA).
| Codice | Suddivisione     |
| ------ | ---------------- |
| SH-AC  | Ascensione       |
| SH-HL  | Sant'Elena       |
| SH-TA  | Tristan da Cunha |

## Modifiche
Le seguenti modifiche al sottogruppo sono state annunciate nella newsletter ISO 3166/MA dopo la prima pubblicazione dello standard ISO 3166-2 nel 1998:
| Newsletter      | Data                                   | Descrizione della modifica nella newsletter                                                          | Modifica del codice/suddivisione                     |
| --------------- | -------------------------------------- | --- | ---------------------------------------------------- |
| Newsletter II-2 | 30 giugno 2010                         | Cambio di nome per uniformare ISO 3166-1 e ISO 3166-2 (in accordo con la ISO 3166-1 Newsletter VI-7) |                                                      |
| Newsletter II-3 | 13 dicembre 2011 (corretto 2011-12-15) | Aggiunta suddivisioni amministrative.                                                                | Suddivisioni aggiunte: 3 suddivisioni amministrative |

### Codici eliminati in ISO 3166-2:2007
I codici elencati nella tabella sottostante erano stati assegnati al territorio di Sant'Elena, Ascensione e Tristan da Cunha (che allora consisteva di un'area amministrativa e due dipendenze) nella prima edizione della norma ISO 3166-2 ma sono stati poi rimpiazzati dagli attuali nella seconda edizione (ISO 3166-2:2007, pubblicato il 13 dicembre 2007).
| Codice | Suddivisione     | Tipo                |
| ------ | ---------------- | ------------------- |
| SH-SH  | Sant'Elena       | area amministrativa |
| SH-AC  | Ascensione       | dipendenza          |
| SH-TA  | Tristan da Cunha | dipendenza          |